# HC-256
L'HC-256 è un cifrario a flusso ad elevate prestazioni disegnato da Hongjun Wu nel 2004 e presentato come partecipante all'eSTREAM per il Profilo 1 (implementazione software). L'HC-256 opera con chiavi lunghe fino a 256 bit.
Nel 2008 una sua versione denominata HC-128, operante con chiavi a 128 bit, è stata inserita nel portafoglio dell'eSTREAM.

## Funzionamento
Anche se l'algoritmo può operare con diverse dimensioni della chiave (128-160-192-224-256 bit) e del vettore di inizializzazione IV (64-128-192-256 bit), l'HC-256 standard opera con chiavi e IV a 256 bit mentre l'HC-128 opera con chiavi ed IV a 128 bit.
Internamente consiste di 2 tabelle segrete denominate P e Q, ognuna contenente 1024 word a 32 bit. Per ogni aggiornamento dello stato interno, viene aggiornata una word a 32 bit di ogni tabella mediante una funzione di aggiornamento non lineare. Dopo 2048 passaggi tutti gli elementi delle due tabelle risultano aggiornati.
L'algoritmo genera una word a 32 bit per ogni passaggio di aggiornamento utilizzando una funzione di mappatura 32 bit a 32 bit simile alla funzione di output del Blowfish. Per generare la word finale dell'output viene applicata una funzione lineare di mascheramento dei bit.
L'HC-256 utilizza internamente le due funzioni di schedulazione del messaggio della funzione di hash SHA-256 con le tabelle P e Q usate come S-box.

## Prestazioni
Le prestazioni dell'HC-256 sono stimate essere di circa 4 cicli per byte su un processore Pentium 4. L'HC-256 presenta però una fase di inizializzazione lunga e complessa che richiede circa 74.000 cicli, necessari all'espansione della chiave a 256 bit nelle due tabelle P e Q e nell'esecuzione di 4096 passaggi a vuoto, occorrenti ad aggiornare per 2 volte le tabelle stesse.
Le prestazioni dell'HC-128 risultano migliori: su un Pentium M l'inizializzazione dell'algoritmo richiede circa 27.300 cicli mentre la codifica/decodifica richiede circa 3 cicli per byte.

## Sicurezza
A tutt'oggi non esistono crittoanalisi né dell'HC-256 né dell'HC-128: si possono perciò considerare algoritmi molto sicuri.

## Diritti d'autore
Sia l'HC-256 che l'HC-128 non sono coperti da brevetto e sono liberamente utilizzabili.